# Digitales Objektgedächtnis

Eine Taxonomie von Digitalen Objektgedächtnissen (DOMe)

Ein digitales Objektgedächtnis (DOMe für Digital Object Memory) ist ein Datenspeicher, in dem fortlaufend alle relevanten Informationen zu einem konkreten physischen Objekt gesammelt werden. Durch die Verknüpfung von digitalen Informationen mit physischen Objekten bildet ein solches Objektgedächtnis  einen Grundbaustein für das Internet der Dinge.
Zum Einsatz digitaler Objektgedächtnisse müssen die einzelnen physischen Objekte eindeutig über einen Identifikator identifiziert werden können. Der Identifikator muss maschinenlesbar an den Objekten angebracht werden. Üblich sind ein- oder zweidimensionale Barcodes (z. B. ein QR-Code oder ein DataMatrix-Code) oder funkbasierte RFID- bzw. NFC-Tags. Diese Codes oder Tags stellen eine kostengünstige Lösung dar, erfordern aber eine komplexere Infrastruktur zur Datenverwaltung.

## Aktive digitale Objektgedächtnisse
Neben digitalen Objektgedächtnissen, die ausschließlich aus einem passiven Speicher bestehen, beinhalten aktive digitale Objekgedächtnisse (ADOMe) vollwertige Computer. Im Sinne eines cyber-physischen Systems (CPS) können diese Objektgedächtnisse mit folgender Hardware ausgestattet sein:
- Mikroprozessor,
- Speicher,
- Microsensoren,
- Positionierungsbausteine,
- Funkmodule für eine Verbindung zum Internet,
- optionale Aktuatoren,
- eine eigene Energieversorgung oder eine energy-harvesting Einheit

Auf der Softwareseite ist folgende Ausstattung üblich:
- Speicherverwaltungsfunktionen,
- Serververarbeitungskomponenten,
- optionale Sensorfusionsmodule,
- Prozessverarbeitungskomponenten,
- Kommunikationsschnittstellen,
- Benutzerschnittstellen,
- und Sicherheitsmodule.

Aktive Objektgedächtnisse erlauben es, objektbezogene Verarbeitung, wie zum Beispiel eine Zustandsüberwachung, Datenauswertung oder Aufräumen von Gedächtnissen, direkt am Objekt selbst durchführen zu können. Neben rein passiven und aktiven Gedächtnissen gibt es hybride Formen, die zum Beispiel einfache Operationen direkt am Objekt durchführen können und komplexere Operationen in die umgebende Infrastruktur auslagern können, wobei beide Bestandteile des Gedächtnisses synchron bleiben.

## Digitales Produktgedächtnis
Digitale Produktgedächtnisse (DPG) stellen eine Untermenge der digitalen Objektgedächtnisse dar. Sie umfassen die Gedächtnisse von Artefakten, die hergestellt wurden oder die zumindest bewusst erzeugt wurden. Beispiele hierfür sind Transportcontainer, Kunstwerke und seltene natürliche Objekte wie zum Beispiel Marmorplatten oder Goldklumpen, die zwar nicht industriell hergestellt wurden, aber doch für spezielle Anwendungen im Sinne des Lifelogging überwacht werden.

## Semantisches Produktgedächtnis
Semantische Produktgedächtnisse (SemProM – für Semantic Product Memory) gehen noch einen Schritt weiter und bieten eine maschinenverstehbare Beschreibung ihres Inhalts basierend auf Techniken des semantischen Webs. Haben Gedächtnisse keine explizite, semantische Auszeichnung, können nur proprietäre Softwaremodule die gespeicherten Informationen auslesen. Im Gegensatz dazu können semantische Gedächtnisse von jeder Software interpretiert werden, die Zugang zu den semantischen Beschreibungen von epistemologischen Primitiven und entsprechenden Ontologien hat.

## Object Memory Model
Im Kontext der Object Memory Modeling Incubator Group, als Bestandteil der W3C Incubator Activities, wurde eine Strukturformat für Objektgedächtnisse entwickelt. Das Strukturformat erlaubt es, statische und ereignisbasierte Daten von individuellen physischen Artefakten (idealerweise über deren gesamte Lebensspanne) abzulegen und fungiert somit als Modell für Objektgedächtnisdaten. Das sogenannte Object Memory Model (OMM) nutzt einen blockbasierten Ansatz, um das Gedächtnis in Gruppen aufzuteilen, die jeweils zusammenhängende objektbezogene Informationen beinhalten. Jeder Block besteht dabei aus den eigentlichen Nutzdaten (Payload) und einer Menge an Metadaten, die die Nutzdaten des Blocks beschreiben.

## Themenverwandte Forschungsprojekte

### SemProM
Das Projekt SemProM (Semantic Product Memory), gefördert vom Bundesministerium für Bildung und Forschung (BMBF), nutzt sogenannte Smart Labels, um Produkten ein digitales Gedächtnis zu geben und somit intelligente Anwendungen entlang der Produktlebenszykluskette anbieten zu können. Durch die Integration von integrierten Sensoren werden Beziehungen im Produktionsprozess transparent und Lieferketten sowie Einflüsse durch die Umgebung nachvollziehbar. Der Hersteller wird dadurch unterstützt und der Konsument erhält bessere Informationen über das Produkt.

### RES-COM
Das Projekt RES-COM (Ressourcenschonung durch kontextaktivierte M2M-Kommunikation), gefördert vom Bundesministerium für Bildung und Forschung, beschäftigt sich mit der Entwicklung von Technologien für proaktive Ressourcenschonung basierend auf Kommunikation zwischen Maschinen (M2M), wobei Schnittstellen, Protokolle und Datenmodell betrachtet werden. Das Projekt versucht, die Integration von verteilten und aktiven Komponenten zu fördern und existierende, zentralisierte Strukturen im Bereich der Industrie mit einer definierten Interaktion mit aktiven digitalen Objektgedächtnissen zu ergänzen.

### Aletheia
Das Projekt Aletheia (abgeleitet vom philosophischen Begriff für Unverborgenheit), gefördert vom Bundesministerium für Bildung und Forschung, ist ein führendes Innovationsprojekt mit dem Ziel, einen umfassenden Zugriff auf Produktinformationen mit Hilfe von semantischen Technologien zu erreichen. Das Projekt folgt dabei dem Ansatz, nicht nur strukturierte Daten von firmeneigenen Informationsquellen (wie z. B. Produktdatenbanken)
zu nutzen, um Anfragen zu beantworten, sondern auch unstrukturierte Daten aus Bürodokumenten und Web 2.0-Quellen, wie zum Beispiel Wikis, Blogs und Internetforen sowie Sensor- und RFID-Daten.

### ADiWa
Das Projekt ADiWa (Allianz Digitaler Warenfluss), gefördert vom Bundesministerium für Bildung und Forschung, macht das große Potential von Informationen aus dem Internet der Dinge für geschäftsrelevante Arbeitsabläufe, die strategisch geplant und beeinflusst werden können, verfügbar. Für die Anbindung von Objekten der realen Welt werden die Ergebnisse aus dem Partnerprojekt SemProM genutzt. ADiWa beschäftigt sich dabei primär mit Geschäftsprozessen, die mit Informationen aus der realen Welt beeinflusst und gesteuert werden können.

### Smart Products
Das Projekt Smart Products, gefördert vom 7. Rahmenprogramm der Europäischen Union, entwickelt die wissenschaftliche und technologische Basis zum Aufbau von intelligenten Produkten (Smart Products) mit eingebettetem proaktiven Wissen. Solche Smart-Products helfen Kunden, Designern und Arbeitern mit der stetig wachsenden Komplexität und Vielfalt moderner Produkte Schritt zu halten. Dazu fördern solche Produkte proaktives Wissen zur Kommunikation und Kooperation mit dem Menschen, anderen Produkten und der Umgebung. Das Projekt fokussiert sich dabei auf kleine Geräte mit begrenztem Speicher und benötigt daher einen effizienten Speichermechanismus. Des Weiteren wird das Projekt die Ergebnisse zum Datenaustausch zwischen unterschiedlichen Smart-Products in Form einer W3C Incubator Group weiter optimieren und anwenden.

### ToTEM
Tales of Things and electronic Memory (ToTeM) ist ein dreijähriges Gemeinschaftsprojekt zwischen fünf Universitäten im Vereinigten Königreich von Großbritannien. Das Projektziel ist die Erforschung der Auswirkung von Technologien des Internets der Dinge auf das Design von neuartigen Formen von großen gedächtnisbasierten Systemen. Während die Einflüsse des Internets der Dinge für das Management von Lieferketten und für die Verwaltung von Ressourcenverbräuchen weitläufig akzeptiert und diskutiert sind, wurde der Aspekt der persönlichen und sozialen Gedächtnisse bisher nur gering betrachtet. Während mehr und mehr produzierte Produkte direkt bei der Produktion ausgerüstet und im Lebenszyklus überwacht werden, konzentriert sich Tales of Things auf den Möglichkeitsraum der Erforschung von Inhalten im Internet der Dinge, die von Benutzern generiert und mit physischen Objekte in Bezug gesetzt werden.

### SmaProN
Das Projekt Smart Product Networks (SmaProN), gefördert vom Bundesministerium für Bildung und Forschung, erforscht die dynamische Verknüpfung von intelligenten Produkten zu Bündeln von Produkten und Produkthierarchien, basierend auf der bereits entwickelten Tip’n’Tell-Architektur (zur Integration von verteilten Produktinformationen) und dem Produktbeschreibungsmodell SPDO (durch Benutzung von Beschreibungssprachen des semantischen Webs).

### RAN
Das Projekt RFID-based Automotive Network (RAN), gefördert vom Bundesministerium für Bildung und Forschung, beschäftigt sich mit der Entwicklung von RFID-basierten hybriden Kontrollarchitekturen und Methoden zur Abschätzung der Wertschöpfungskette. Am Beispiel der Automobilindustrie wird eine kombinierte Datenverwaltung entwickelt zum Austausch von produktrelevanten Informationen in einer dezentralisierten Art und Weise basierend auf RFID-tags. Zusätzlich werden in zentralen Datenbanken bestellrelevante Informationen abgelegt. Solche Architekturen erlauben den Transport von produktrelevanten Daten über das physische Objekt und echtzeitfähigen Hintergrundsystemen.